# هدیه (فیلم ۱۹۶۹)
هدیه (به تامیلی: Anbalippu) و (به انگلیسی: Gift) فیلمی هندی محصول سال ۱۹۶۹ و به کارگردانی ای. سی تریلوکچاندار است. در این فیلم بازیگرانی همچون سیواجی گانسان، بی. ساروجا دوی، ویجی نیرمالا، جایشانکار، پانداری بای و ناگش ایفای نقش کرده‌اند.